# Sistema troy
Il sistema troy è un sistema tecnico di sole unità di massa usato per i metalli preziosi e le gemme. Una libbra troy è composta da 12 once troy a differenza della più comune libbra avoirdupois che è invece composta da 16 once. Un'oncia troy equivale a 480 grani, un grano è esattamente pari a 0,06479891 grammi.

## Etimologia
Il nome del sistema deriva probabilmente dalla città francese Troyes dove era presente un mercato a cui partecipavano anche mercanti inglesi già nel IX secolo. Il primo uso della parola troy risale al 1390 dove viene usato per descrivere il peso di un piatto.